# Ruth Baumgarte

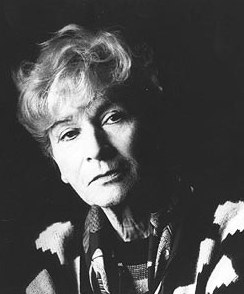
Ruth Baumgarte (1985)

Ruth Baumgarte (* 27. Juni 1923 in Coburg; † 7. Februar 2013 in Bielefeld) war eine deutsche Malerin und Galeristin.

## Leben

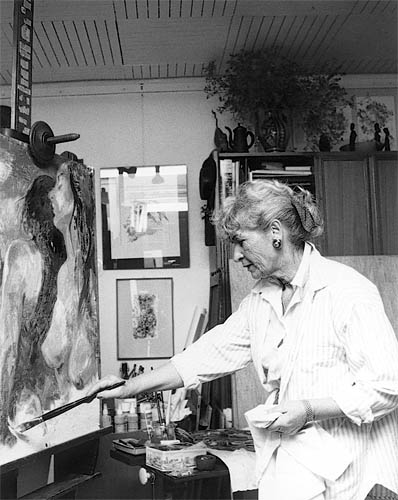
Ruth Baumgarte im Atelier, 1989

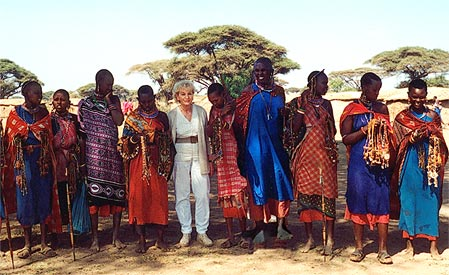
Ruth Baumgarte bei den Massai in den 1990er Jahren

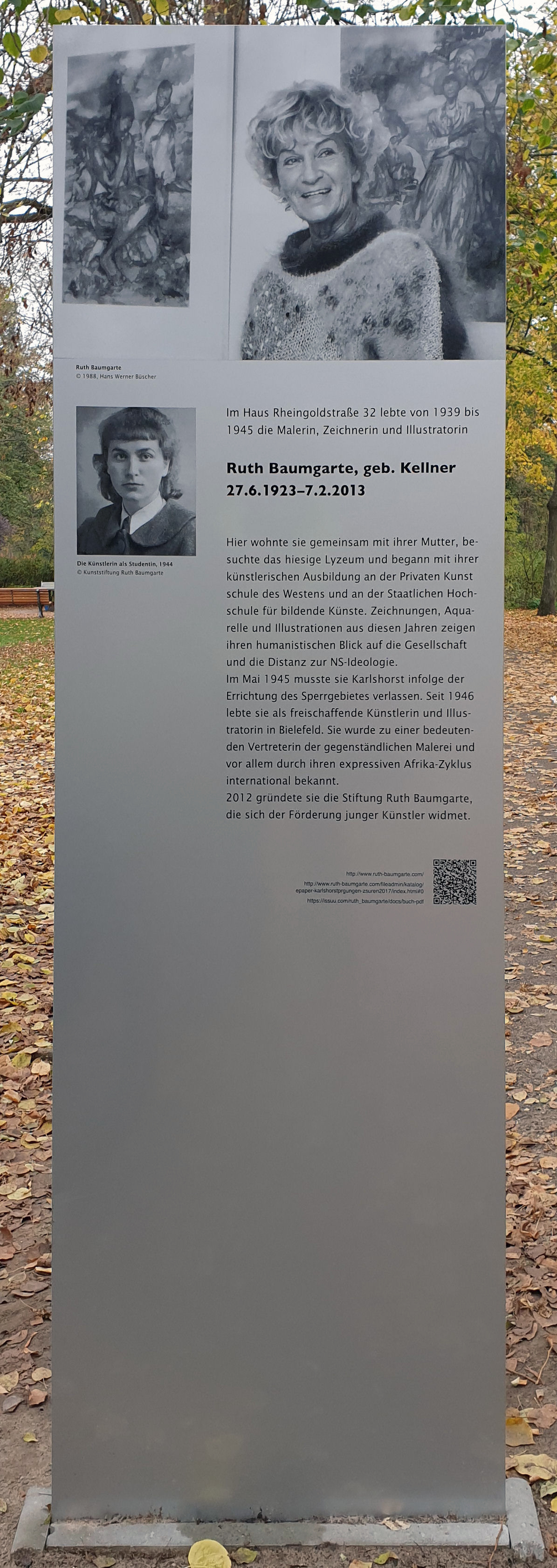
Stele in Berlin-Karlshorst

Ruth Baumgarte wurde als Tochter von Margarethe Kellner-Conrady und Kurt Rupli in Coburg geboren und wuchs bei ihrer Mutter in Berlin-Tiergarten und später in Berlin-Karlshorst auf. Ihre erste künstlerische Ausbildung erhielt sie von 1939 bis 1941 bei Emmy Stalmann an der Privaten Kunstschule des Westens in Berlin.
Von 1941 bis 1944 studierte sie Malerei und Freie Grafik an der Hochschule für bildende Künste Berlin unter anderen bei Kurt Wehlte und wurde mehrfach wegen besonderer Begabung ausgezeichnet. Während des Studiums beschäftigte sie sich im Verborgenen mit der Darstellung von Verfolgung und Deportation von Roma und Sinti sowie der jüdischen Bevölkerung und war ständige Mitarbeiterin des Zeichentrick-Ateliers von Wolfgang Kaskeline, der als jüdischer Filmproduzent für die Nationalsozialisten in Walt-Disney-Manier arbeitete. Infolge der Evakuierung der Hochschule im Zweiten Weltkrieg wechselte sie im März 1944 zur Staatlichen Industrie- und Kunstgewerbeschule Sonneberg in Thüringen. Zunächst wurde sie Pressezeichnerin bei der ersten deutsch-russischen Tageszeitung Berliner Zeitung. Wegen ihrer ersten Ehe mit einem aus Bielefeld stammenden Künstler siedelte sie nach Westdeutschland um.
Tagesaktuell zeichnete sie in den Jahren 1949 bis 1953 für die Bielefelder Freie Presse und arbeitete als Buchillustratorin sowie als freie Künstlerin. 1952 heiratete sie den Industriellen Hans Baumgarte (verstorben 1999). Nach 1985 wurde sie international bekannt, überwiegend durch ihren Afrika-Zyklus.
1986 war sie Mitbegründerin der Samuelis Baumgarte Galerie, die heute von ihrem Sohn Alexander Baumgarte geführt wird.

## Werk
Insgesamt umfasst ihr Werk über 1100 Zeichnungen, 700 Aquarelle und 50 Ölgemälde. Besonders mit der Aquarellmalerei hielt sie zahlreiche Reiseimpressionen und gesellschaftspolitische Themen bildlich fest.
Sie schuf zahlreiche Porträts und Bühnenkompositionen von Schauspielern, Tänzern und Artisten. Gestik und Habitus von Menschen in ihrem persönlichen Umfeld, Verarbeitungen persönlicher Erlebnisse, sozialpolitische Themen wie die Darstellung des Menschen in der Schwerindustrie sowie Eindrücke von ihren Reisen waren ihre Themen. Außerdem erhielt sie von Buchverlagen Aufträge für die Gestaltung von Belletristik, Kinder- und Jugendliteratur.
Durch die Ehe mit Hans Baumgarte, Eigentümer eines Eisenwerks, kam sie mit der Stahlindustrie in Berührung und porträtierte als eine der wenigen Frauen in der Kunstgeschichte Menschen im Kontext industrieller Produktion.
Ruth Baumgarte ging ab den 1970er Jahren immer wieder den einschneidenden Veränderungen im Verhältnis von Individuum und Gesellschaft nach. Mit ihrem Porträt-Zyklus der „Nichtsesshaften“ widmete sie eine eigene siebenteilige Bildfolge mit Charakterstudien dem sozialen Ungleichgewicht in der Bundesrepublik der 1980er Jahre. In diesem Kontext entstanden um 1985 auch Milieustudien, in denen sie auf die diversen Ausdrucksformen der Jugendkultur blickte und diese neu interpretierte.

### Afrika-Zyklus
Für die Arbeiten aus dem Afrika-Zyklus bereiste Ruth Baumgarte erstmals in den 1950er Jahren und seit den frühen 1980er Jahren zahlreiche afrikanische Länder. Aus ihren Reisenotizen entstanden großformatige Ölgemälde, die sich mit afrikanischer Stammeskultur und zunehmender Industrialisierung und Zerstörung afrikanischer Riten beschäftigten. Diese Bilder zeigen im expressiven Stil Menschen vor in sich verschmelzenden Landschaftsvisionen.

## Ausstellungen (Auswahl)
- 1991: Ladengalerie Berlin
- 1992: Frost & Reed, Ltd., London
- 1993: G. W. Einstein Company, Inc., New York
- 1993 Kunstverein Paderborn
- 1993: Art Frankfurt
- 1994: Art Cologne, Köln
- 1994: Artfair, Kunst- und Antiquitätenmesse Hannover-Herrenhausen
- 1995: Fiac, Paris
- 1995: Art Cologne, Köln
- 1998: Stichting Fondation Veranneman, Belgien
- 2001: Susan Aberbach Fine Art, New York
- 2004: Arte Fiera Bologna
- 2015: Farbrausch am Kessel. Städtische Kunstsammlungen Salzgitter, Schloss Salder
- 2017: Herkunft / Prägung / Zäsuren. Galerie des Kulturhauses Berlin-Karlshorst
- 2017: Turn of the Fire. Ludwig Museum Koblenz
- 2018: Ruth Baumgarte und das Wirtschaftswunder. Farbrausch am Kessel. Hoesch-Museum, Dortmund
- 2018: Turn of the Fire. Ludwig Museum im Marmorpalast, Russisches Museum St. Petersburg
- 2019: Vision Afrika. Turn of the Fire. Städtisches Museum Braunschweig
- 2022: Werde, die du bist! Ruth Baumgarte – Lebenskunst. Museum für Kunst und Kulturgeschichte Dortmund
- 2022: Africa: Visions of Light and Color. Albertina, Wien

## Kunststiftung Ruth Baumgarte
Im Frühjahr 2012 gründete Baumgarte die Kunststiftung Ruth Baumgarte zur Förderung und Verwaltung ihres künstlerischen Lebenswerkes. Den Vorsitz der Stiftung hat der Sohn der Künstlerin Alexander Baumgarte auf Lebenszeit inne.
Seit 2014 vergibt die Stiftung den mit 20.000 € dotierten Kunstpreis Ruth Baumgarte an einen gegenständlich arbeitenden Künstler. Preisträger waren seither Judith Hopf, Kader Attia, Amelie von Wulffen, Mona Hatoum, Nan Goldin, Michael Armitage, William Kentridge und Athi-Patra Ruga.

## Ehrung
Im Oktober 2020 wurde in der Nähe ihres früheren Wohnhauses am Rheinsteinpark in Berlin-Karlshorst eine Gedenkstele enthüllt sowie 2021 eine Straße in der Parkstadt Karlshorst nach der Künstlerin benannt. Auch ehrte die Stadt Bielefeld Ruth Baumgarte mit der Benennung einer Straßenbahn im Juni 2021.